# Lee Burge
Lee Stephen Burge (9 de enero de 1993) es un futbolista profesional inglés que juega como portero en la League One para el Northampton Town.

## Carrera
El 30 de enero de 2013, Burge se marchó cedido por un mes a Nuneaton City, con un propósito de ganar más experiencia, hizo su debut en el club el 2 de febrero de 2013 en una derrota por 3-2 contra Stockport County. Burge fichó por Nuneaton por su amigo Aaron Phillips, ambos en período de préstamos, que extenderían hasta final de temporada para salvar al club del descenso. Estuvo unido en Nuneaton por Cielo amigo Aaron Azul Phillips, ambos Burge y Phillips tuvo sus #período de préstamo extendieron hasta el fin de la estación y era influyente en salvar Nuneaton de relegation.
A principios de la temporada 2014-15 que sigue la transferencia de Joe Murphy, Burge recibió su dorsal, y debutó como profesional el 13 de agosto de 2014 en un resultado negativo de un 2-1 en la League Cup contra el Cardiff City.
Después de unas malas exhibiciones del portero titular, Ryan Allsop, en los meses previos de la temporada, Burge se jugó el primer partido de liga con el Coventry City contra el Peterborough United el 25 de octubre de 2014, finalizando el encuentro con una victoria por 3-2 habiéndose ido al descanso con un 0-2.  
El 30 de septiembre de 2018, Burge fue golpeado por un golpeado por un puck mientras veía un partido del equipo de hockey de hieloCoventry Blaze contra el Sheffield Steelers en el SkyDome Arena.
El 30 de junio de 2019, Burge fue liberad de su contrato por Coventry.
El 3 de julio de 2019, fichó por Sunderland posee tres años.

## Estadística de carrera
| Club                 | Season           | League             | League | League | FA Cup | FA Cup | League Cup | League Cup | Otros | Otros | Total | Total |
| Club                 | Season           | División           | Apps   | Goles  | Apps   | Goles  | Apps       | Goles      | Apps  | Goles | Apps  | Goles |
| -------------------- | ---------------- | ------------------ | ------ | ------ | ------ | ------ | ---------- | ---------- | ----- | ----- | ----- | ----- |
| Coventry City        | 2012–13          | League One         | 0      | 0      | 0      | 0      | 0          | 0          | 0     | 0     | 0     | 0     |
| Coventry City        | 2013–14          | League One         | 0      | 0      | 0      | 0      | 0          | 0          | 0     | 0     | 0     | 0     |
| Coventry City        | 2014–15          | League One         | 18     | 0      | 1      | 0      | 1          | 0          | 2     | 0     | 22    | 0     |
| Coventry City        | 2015–16          | League One         | 9      | 0      | 1      | 0      | 0          | 0          | 0     | 0     | 10    | 0     |
| Coventry City        | 2016–17          | League One         | 33     | 0      | 3      | 0      | 0          | 0          | 3     | 0     | 39    | 0     |
| Coventry City        | 2017–18          | League Two         | 40     | 0      | 4      | 0      | 0          | 0          | 4     | 0     | 48    | 0     |
| Coventry City        | 2018–19          | League One         | 40     | 0      | 1      | 0      | 0          | 0          | 0     | 0     | 4     | 0     |
| Coventry City        | Total            | Total              | 140    | 0      | 10     | 0      | 1          | 0          | 9     | 0     | 160   | 0     |
| Nuneaton Town (loan) | 2012–13          | Conference Premier | 17     | 0      | 0      | 0      | —          | —          | 0     | 0     | 17    | 0     |
| Sunderland           | 2019–20          | League One         | 5      | 0      | 1      | 0      | 3          | 0          | 2     | 0     | 11    | 0     |
| Sunderland           | 2020–21          | League One         | 27     | 0      | 0      | 0      | 1          | 0          | 1     | 0     | 29    | 0     |
| Sunderland           | Total            | Total              | 32     | 0      | 1      | 0      | 4          | 0          | 3     | 0     | 40    | 0     |
| Total de carrera     | Total de carrera | Total de carrera   | 189    | 0      | 11     | 0      | 5          | 0          | 12    | 0     | 217   | 0     |

1. ↑  «Apariciones en Football League Trophy».
2. ↑  «Apariciones en EFL Trophy».
3. ↑  «Apariciones en play-offs y EFL Trophy».

## Honores
Coventry City
- EFL Trophy: 2016–17[7]
- EFL League Two play-offs: 2018[8]

Sunderland
- EFL Trophy: 2020-21[9]